# Sericothrips smithi
Sericothrips smithi är en insektsart som beskrevs av Stannard 1951. Sericothrips smithi ingår i släktet Sericothrips och familjen smaltripsar. Inga underarter finns listade i Catalogue of Life.